# Michał Faryś
Michał Adam Faryś – polski geograf, dyplomata i nauczyciel akademicki, chargé d’affaires RP na Kubie (2021–2023) oraz w Wenezueli (2023–2024).

## Życiorys
Michał Faryś pochodzi z Wieruszowa. W 1994 uzyskał na Uniwersytecie im. Adama Mickiewicza w Poznaniu tytuł magistra geografii, a w 1999 tamże stopień naukowy doktora. W latach 1999–2016 pracował w Instytucie Geografii Fizycznej i Kształtowania Środowiska Przyrodniczego Wydziału Nauk Geograficznych i Geologicznych Uniwersytetu im. Adama Mickiewicza w Poznaniu. Jego zainteresowania naukowe obejmują geografię fizyczną oraz teledetekcję.
Pracował na stanowiskach do spraw polityczno-ekonomicznych w ambasadach w Buenos Aires oraz Meksyku. Od marca 2021 do czerwca 2023 pełnił funkcję chargé d’affaires RP na Kubie. Od czerwca 2023 do 30 czerwca 2024 pełnił funkcję chargé d’affaires RP w Wenezueli, akredytowany dodatkowo w następujących państwach: Barbados, Saint Kitts i Nevis, Grenada, Jamajka, Gujana, Surinam, Trynidad i Tobago, Saint Vincent i Grenadyny, Dominika. W styczniu 2025 został wykładowcą Uniwersytetu Ekonomicznego w Poznaniu.
Członek poznańskiego oddziału Polskiego Towarzystwa Geograficznego.